# Thurnham (Kent)
Pour les articles homonymes, voir Thurnham.
Thurnham est une paroisse civile située dans le district non métropolitain de Maidstone dans le comté de Kent en Angleterre.

## Présentation
Des tombes anglo-saxonnes sont mises au jour en 1913. En 1933 sont dégagées les ruines d'une villa romaine. Enfin en 1967 est découverte une croix en or datant du VIIe siècle.
Le sénéchal et shérif Robert de Tourneham y est mort dans son château de Thurnham en 1211.
L'église paroissiale de la Vierge Marie (St Mary the Virgin) date du XIIe siècle.
La paroisse de Thurnham comptait environ 1 085 habitants lors du recensement de la population en 2011.

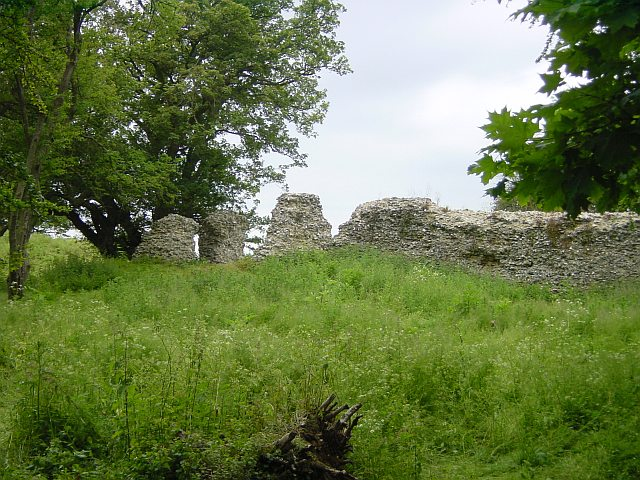
Ruines du château de Thurham.